# Centropogon hyalinus
Centropogon hyalinus är en klockväxtart som beskrevs av Mcvaugh. Centropogon hyalinus ingår i släktet Centropogon och familjen klockväxter. Inga underarter finns listade i Catalogue of Life.